# Lee Hye-sun
Lee Hye-sun (12 giugno 1983) è una schermitrice sudcoreana, vincitrice di una medaglia d'oro ai campionati mondiali di scherma.

## Palmarès
In carriera ha conseguito i seguenti risultati:
- Mondiali di scherma

Lipsia 2005: oro nel fioretto a squadre.
Catania 2011: bronzo nel fioretto a squadre.